# Claviller

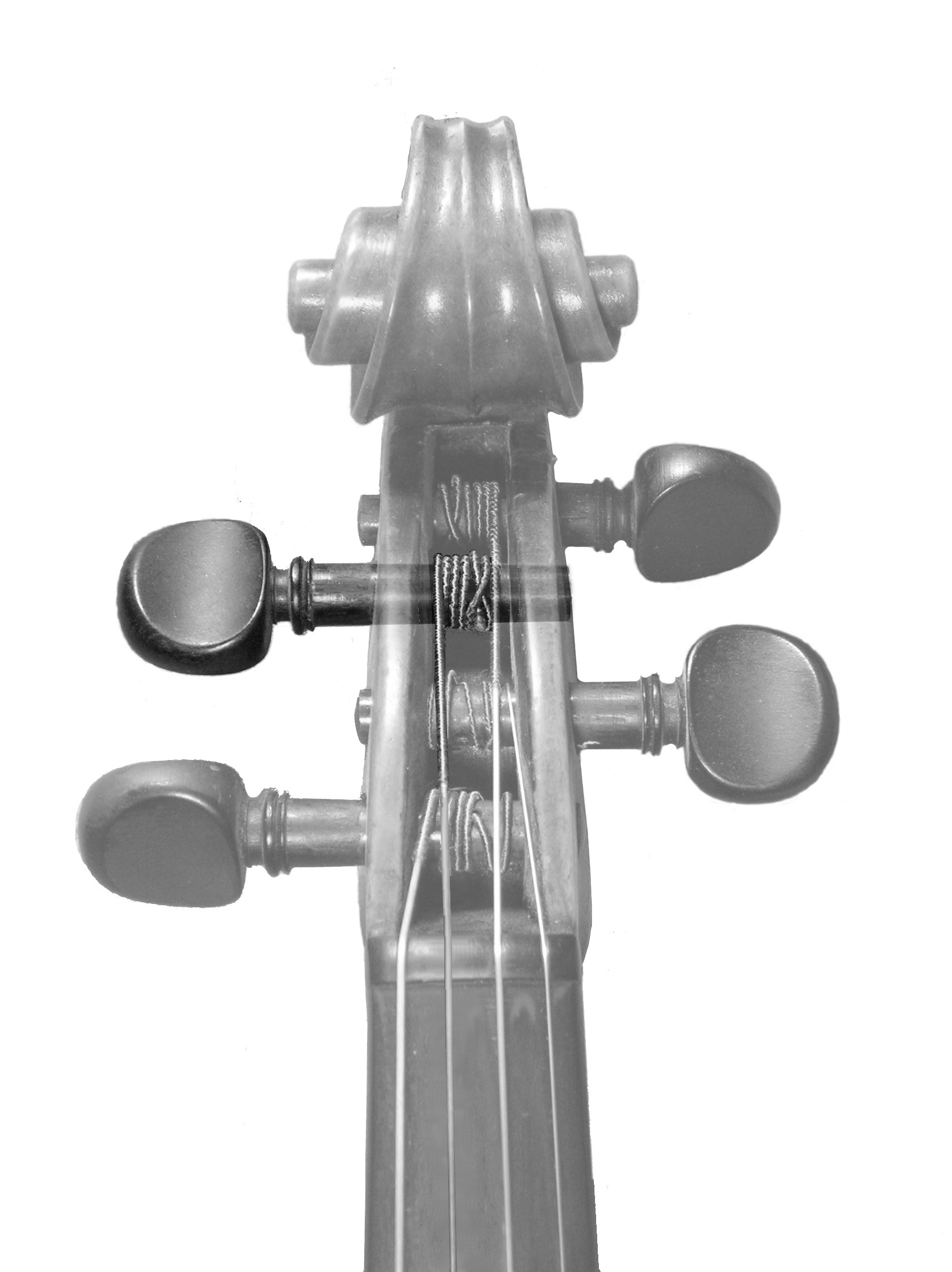
Claviller de violí, en una imatge retocada.

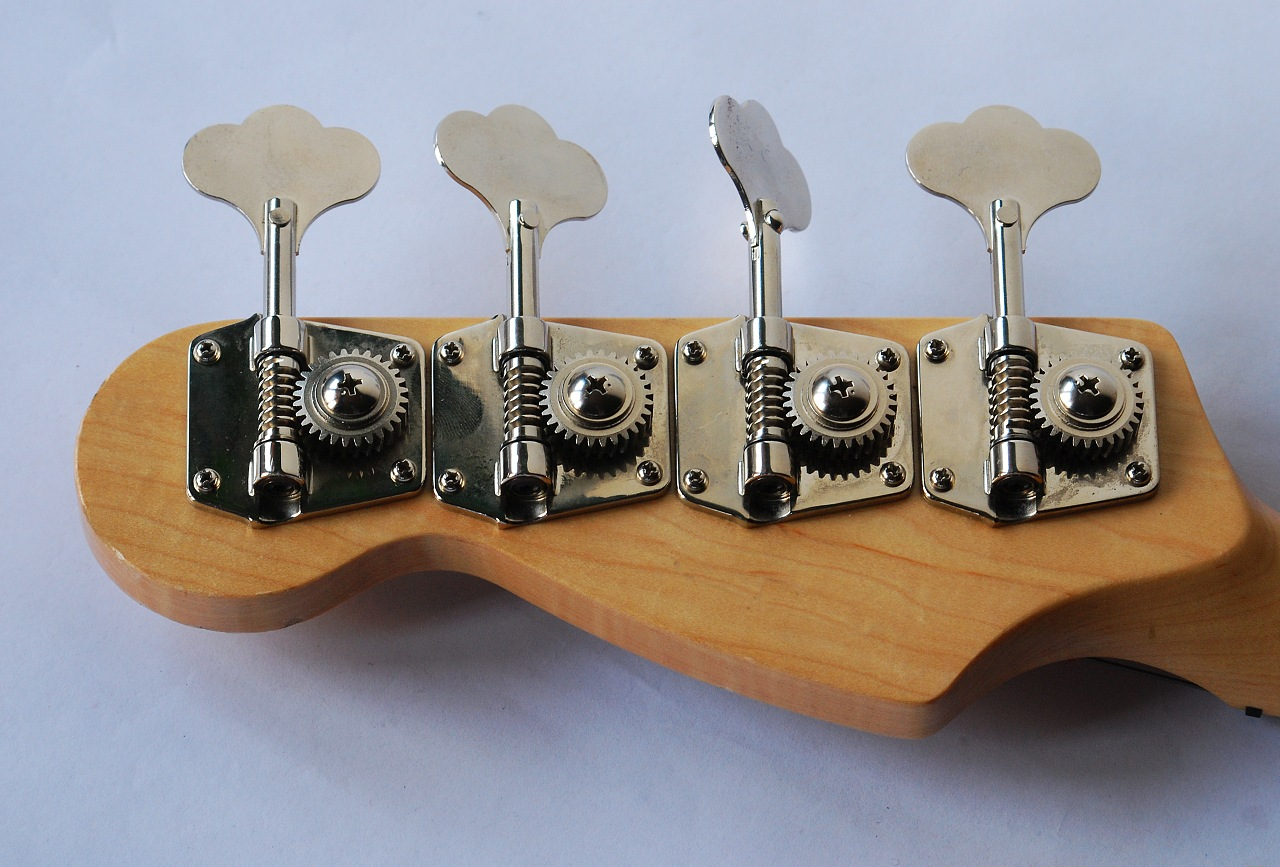
Claviller de baix elèctric.

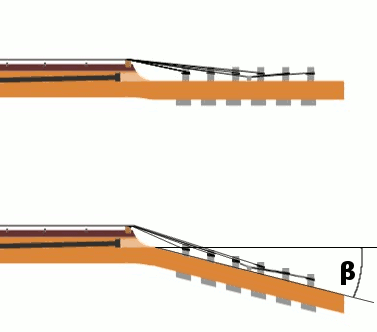
Dibuix esquemàtic que mostra claviellers plans, rectes i formant angle amb el coll.

El claviller està situat al cap dels instruments, al final del mànec en un instrument de corda, ja sigui fregada o pinçada. Rep aquest nom perquè és el lloc on s'insereixen les clavilles que subjecten les cordes, les aguanten amb la tensió requerida i permeten regular-ne l'afinació.
La seva posició pot variar segons l'instrument: en els instruments amb mànec (com el violí, la guitarra, etc.), el trobem a l'extrem del mànec oposat a la caixa de ressonància; en els instruments sense mànec (clavicèmbal, piano, ec.) és una taula de fusta dura, al costat de la taula harmònica i orientada en el mateix pla que aquesta. Des de molts anys enrere, a l'extrem del mànec de molts cordòfons s'hi pot trobar un espai on fixar les clavilles. No seria fins a l'època medieval on es definirien les formes bàsiques dels diferents tipus de clavillers. Un dels més característics són el claviller massís, travessat per les clavilles i amb les cordes fixades a l'extrem d'aquestes que l'ha travessat (guitarra antiga, llaüt). Cada tipologia d'instrument sol tenir una forma característica de clavillers: plans (guitarres, llaüt); tallats amb forma de voluta o cargol (família del violí). La inclinació que pugui tenir el claviller respecte al mànec permet estabilitzar l'afinació de les cordes i, també, contribueix a definir el tipus d'instrument. La guitarra, per exemple, té un claviller en el mateix eix del mànec; en canvi el del llaüt fa un angle pronunciat cap endarrere. En canvi a la guitarra moderna trobem un mecanisme auxiliar anomenat claviller mecànic, que aparegué a la segona meitat del segle xix.
Hi ha diferents tipus de clavillers:
- En la família del violí, el claviller té forma de voluta i les clavilles s'insereixen lateralment i a pressió (excepte en el cas del contrabaix que té un sistema mecànic), subjectant les cordes per regular la tensió. Les clavilles, de fusta, queden en perpendicular a les cordes.
- En la família de la viola de gamba, també s'insereixen lateralment però en lloc de la voluta, el final acostuma a representar un cap d'animal o de persona humana.
- La majoria dels instruments de corda pinçada tenen un claviller pla i les clavilles s'insereixen o bé a la part posterior del claviller, com succeeix amb la guitarra o bé lateralment, com és el cas del llaüt. Igualment, entre els clavillers plans es distingeix entre els que formen un angle -més o menys pronunciat- respecte al mànec de l'instrument, com en el cas del llaüt, o se situen en el mateix pla (o gairebé) com és el cas de la viola de mà o del baix elèctric. En el cas de la lira da braccio, el claviller sol tenir forma de cor.